# مسجد السيد أحمد خان
مسجد السيد أحمد خان هو مسجد يقع في قلب حرم جامعة عليكرة الإسلامية في مدينة عليكرة في ولاية أتر برديش في الهند , ويقع المسجد في الجامعة في الاتجاه المعاكس للواقف على أرضية ملعب الكريكيت , وهو موجود داخل قاعة السيد أحمد خان في قلب الجامعة , ويوجد في المسجد قبر السير سيد أحمد خان داخل أسوار المسجد, تصميم المسجد مشابه لمسجد بادشاهي في لاهور .